# Nick Hornby

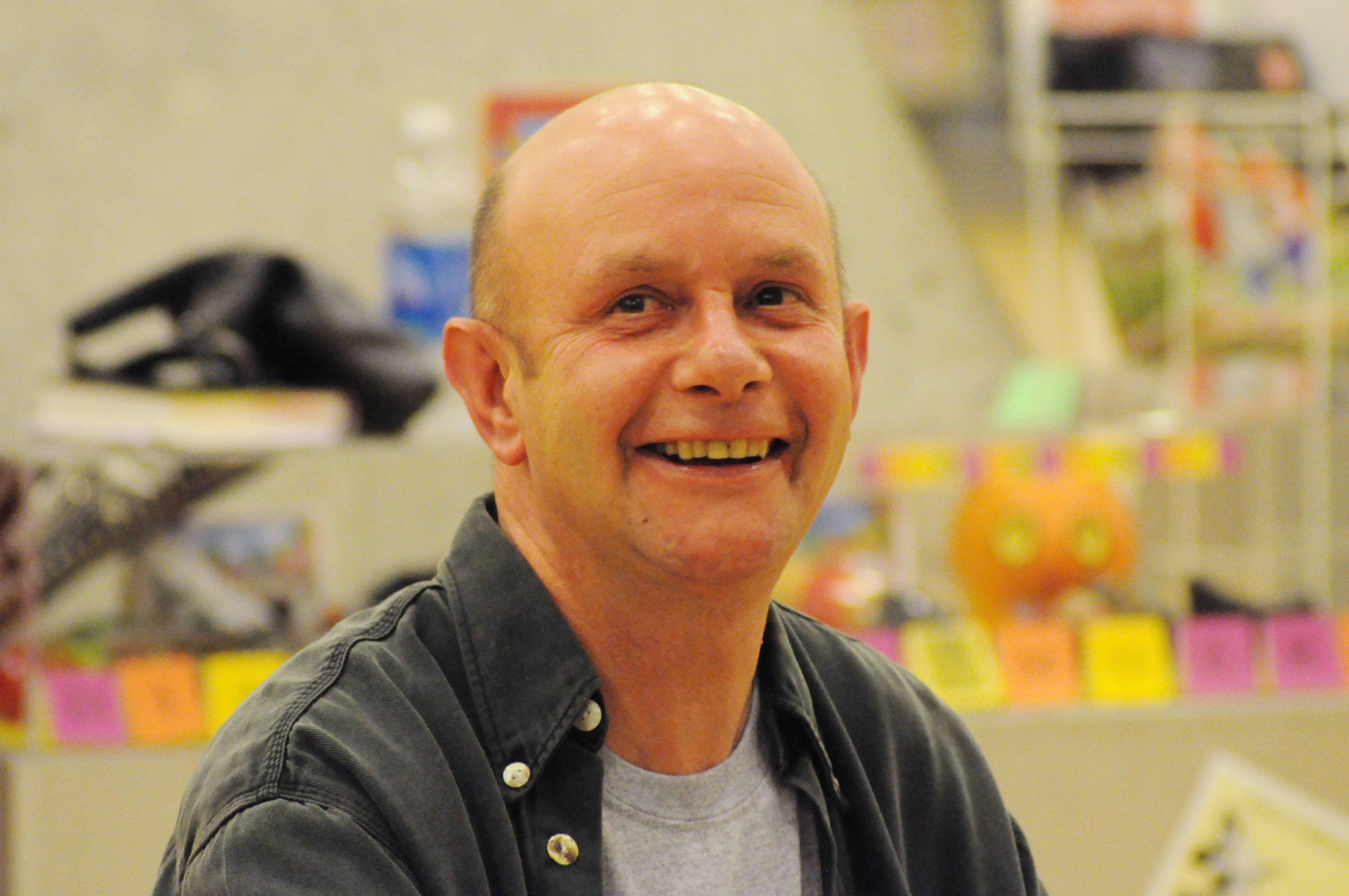
Nick Hornby

Nick Hornby, född 17 april 1957 i Redhill, Surrey, är en brittisk författare och journalist. Han bor och arbetar i Highbury, London. 
Hornby har studerat vid University of Cambridge och sedan arbetade han som bland annat journalist och engelsklärare.
Sitt internationella genombrott fick han 1995 med High Fidelity. Flera av Hornbys romaner har filmatiserats: debuten Fever Pitch – en i laget, High Fidelity och Oscarsnominerade Om en pojke.